# Mademoiselle Josette, ma femme
Pour les articles homonymes, voir Mademoiselle Josette, ma femme (homonymie).
Mademoiselle Josette, ma femme est une comédie théâtrale de 1906 de Paul Gavault et Robert Charvay.

## La pièce
Mademoiselle Josette, ma femme est une comédie en 4 actes créée à Paris au Théâtre du Gymnase le 16 décembre 1906.

## Acteurs à la création
- Marthe Régnier : Josette
- Renée Felyne : Myrianne
- Camille Dumény : André Ternay

## Édition
- Paul Gavault, Robert Charvay, Mademoiselle Josette, ma femme, Paris, Librairie Stock, 1928

## Reprises
A l'Odéon, le 21 novembre 1928, avec Simone Dulac (Jossette), Paul Oettly, Georges Cusin, Raymond Girard, Darras, Robert Got, Baconnet, Louis Seigner, Louis Raymond, Jacques Séol, Cailloux, Eva Reynal, Antonia Bouvard, Ginéva.

## Adaptations cinématographiques
De cette pièce ont été tirés plusieurs films au titre homonyme :
- Le film sorti en 1914 d'André Liabel ;
- Le film sorti en 1918 d'Albert Capellani, autre titre de La Petite Chocolatière ;
- Le film sorti en 1914 d'André Liabel ;
- Le film sorti en 1926 de Gaston Ravel ;
- Le film sorti en 1933 d'André Berthomieu ;
- Le film sorti en 1951 d'André Berthomieu.